# Peeradol Chamrasamee
Peeradol Chamrasamee (tiếng Thái: พีรดนย์ ฉ่ำรัศมี; sinh ngày 15 tháng 9 năm 1992), còn được biết với tên đơn giản New (tiếng Thái: นิว), là một cầu thủ bóng đá người Thái Lan thi đấu ở vị trí tiền vệ trung tâm cho câu lạc bộ tại Giải bóng đá Ngoại hạng Thái Lan là Port và đội tuyển bóng đá quốc gia Thái Lan.

## Sự nghiệp quốc tế
| #  | Ngày                 | Địa điểm                                          | Đối thủ     | Bàn thắng | Kết quả | Giải đấu       |
| -- | -------------------- | ------------------------------------------------- | ----------- | --------- | ------- | -------------- |
| 1. | 20 tháng 12 năm 2022 | Sân vận động Kuala Lumpur, Kuala Lumpur, Malaysia | Brunei      | 4–0       | 5–0     | AFF Cup 2022   |
| 2. | 20 tháng 12 năm 2022 | Sân vận động Kuala Lumpur, Kuala Lumpur, Malaysia | Brunei      | 5–0       | 5–0     | AFF Cup 2022   |
| 3. | 17 tháng 12 năm 2024 | Sân vận động Quốc gia, Kallang, Singapore         | Singapore   | 3–2       | 4–2     | ASEAN Cup 2024 |
| 4. | 30 tháng 12 năm 2024 | Sân vận động Rajamangala, Bangkok, Thái Lan       | Philippines | 1–0       | 3–1     | ASEAN Cup 2024 |

## Danh hiệu
Muangthong United
- Thai League 1: 2016
- Thai League Cup: 2016

Buriram United
- Thai League 1: 2021–22, 2022–23, 2023–24
- Thai FA Cup: 2021–22, 2022–23
- Thai League Cup: 2021–22, 2022–23

Thái Lan
- Giải vô địch bóng đá Đông Nam Á: 2022
- King's Cup: 2017